# Hasso von Wedel-Falkenburg
Hasso von Wedel-Falkenburg (Hasso (II) von Wedel-Falkenburg; † 1378 Falkenburg) war Hofmeister der Mark Brandenburg und der Lausitz.
Erstmals erwähnt wurde Wedel zu Lebzeiten seines gleichnamigen, spätestens 1344 verstorbenen Vaters Hasso (I) von Wedel-Falkenburg als Mitbesitzer von Bublitz. Er war ein Enkel des märkischen Truchsesses Ludolf von Wedel und ein Bruder oder Cousin von Johann von Wedel. Seit 1347 trat Hasso von Wedel als Ritter auf und wurde im Rahmen des Krieges gegen den Falschen Woldemar am 27. Oktober 1348 von Markfgraf Ludwig gemeinsam mit Hasso von Wedel-Schivelbein und Hasso von Wedel-Polzin Vogt einer Distriktsvogtei in der nördlichen Neumark. Während der mehrmonatigen Abwesenheit des Markgrafen seit Januar 1349 gehörte er zu einem Kreis von etwa 20 Rittern, denen die Führung der Mark anvertraut war. Fast das ganze Jahre 1350 verbrachte er in Kriegsgefangenschaft, aus der er im November 1350 gegen den hohen Betrag von 590 Mark brandenburgischen Silbers ausgelöst wurde. 1351 war er an Verhandlungen mit Städten beteiligt, die sich dem Falschen Woldemar unterstellt hatten. Im Verein mit den neumärkischen Ständen gelang es ihm, mit Herzog Barnim von Pommern einen Landfrieden zu vereinbaren, der am 14. Juni 1353 von Ludwig dem Römer gebilligt wurde.
Ludwig der Römer bestellte ihn 1354 zum Vogt und Hauptmann aller Lande über der Oder, zu einer Art „neumärkischen Subregenten“ (Gerd Heinrich). Assistiert wurde er von einem Rat, der aus vier Ratsherren der Städte Arnswalde, Königsberg, Friedeberg und Landsberg bestand und aus vier Angehörigen der Ritterschaft: Otto Mörner, Betekin von der Osten, Heinrich von Uchtenhagen und Heinrich von Wedel dem Älteren.
Am 19. Mai 1355 ernannte Ludwig der Römer Wedel zum Hofmeister der Mark und der Lausitz. Der Markgraf verpflichtete sich, ohne Wedels Zustimmung keine Entscheidung zu treffen und ermächtigte ihn zur Erhebung aller Abgaben in Stadt und Land. Spangenberg nennt ihn „Landesverweser“ und bezeichnet die Phase seiner Hofmeisterschaft als Ausnahmezustand. Wedel erlangte eine Position, „die vor ihm kein anderer märkischer Ritter eingenommen hatte“ (Cramer). Ihr entsprach auf Seiten des Markgrafen eine „an Selbstentmündigung grenzende Unterordnung“ (Schultze). Verständlich wird das Geschehen vor dem Hintergrund einer durch den inneren Krieg verursachten weitgehenden Zerrüttung der Mark und einer Ritterschaft, in der sich hohe finanzielle Forderungen gegen den Markgrafen mit einem nur geringen Vertrauen in dessen haushalterische Fähigkeiten verbanden.
Wedel wurde Inhaber einer „lediglich durch die Ritterschaft kontrollierten Regentschaft“ (Schultze), also nicht Selbstherrscher, sondern Exponent der Stände. Ihm wurden vom Markgrafen ernannte Räte an die Seite gestellt. Städte und Stände erlangten einen noch nicht verstetigten, aber bedeutenden Anteil an der Staatsführung, und es entstand in der Mark erstmals ein Gefühl der Einheit und Zusammengehörigkeit. Wedel starb, nachdem er sein Amt wohl bis in die sechziger Jahre ausgeübt hatte, 1378 auf der Falkenburg, früh genug, um nicht mehr „die wüsten Wirren der kommenden Jahre zu erleben, die die Verheerung des Landes und den jähen Niedergang seines (..) Geschlechts herbeiführten“ (Wedel 1897). Einer seiner Nachkommen war Lupold von Wedel.